# Alfredo Ruano
Alfredo Salomón Ruano Safie (San Salvador; 14 de octubre de 1932-18 de julio de 1987) fue un famoso jugador de fútbol de El Salvador de origen palestino que jugó como delantero. Fue suegro de otra leyenda salvadoreña: Mágico González y su nieto Rodrigo González, que es el hijo de Mágico, también jugó en el Atlético Marte.

## Trayectoria
Apodado "Baiza", formó parte del exitoso equipo de Alianza de principios de la década de 1960 cuando jugó junto a Salvador Mariona y Roberto Rivas, entre otros.

## Selección nacional
Participó en muchos torneos a lo largo de su carrera con El Salvador, como la Copa CCCF, Campeonato de Concacaf y los Juegos Centroamericanos y del Caribe. Jugó en el equipo ganador de los Juegos Centroamericanos y del Caribe de 1954 junto a otros grandes del fútbol salvadoreño como Juan Francisco Barraza.

## Clubes
| Club                       | País        | Año       |
| -------------------------- | ----------- | --------- |
| Atlético Marte             | El Salvador | 1950-1956 |
| Atlante San Alejo          | El Salvador | 1956-1960 |
| Alianza                    | El Salvador | 1960-1966 |
| Atlante San Alejo (cesión) | El Salvador | 1963      |

## Palmarés

### Títulos nacionales
| Título           | Equipo         | País        | Año     |
| ---------------- | -------------- | ----------- | ------- |
| Primera División | Atlético Marte | El Salvador | 1955    |
| Primera División | Atlético Marte | El Salvador | 1955-56 |
| Primera División | Alianza        | El Salvador | 1965-66 |